# Elmer L. Andersen
Elmer Lee Andersen, född 17 juni 1909 i Chicago, Illinois, död 15 november 2004 i Minneapolis, Minnesota, var en amerikansk republikansk politiker och affärsman. Han var Minnesotas guvernör 1961–1963 och med Andersens ledarskap växte HB Fuller från ett litet företag till ett stort börsbolag.

## Biografi
Andersens far Arne var invandrare från Norge och modern Jennie var av svensk härkomst.
Andersen utexaminerades 1931 från University of Minnesota och var därefter verksam som affärsman. Han var ledamot av Minnesotas senat 1949–1958.
Andersen efterträdde 1961 Orville Freeman som Minnesotas guvernör och efterträddes 1963 av Karl Rolvaag.
Fram till mitten av 1970-talet var Andersen verkställande direktör för företaget HB Fuller som börsintroducerades år 1968. Därefter var han ännu verksam som publicist. Han grundade företaget ECM med syfte att publicera tidningar i småstäder och förorter. Andersen hörde till republikanernas liberala falang och trots att han inte officiellt bytte parti, fick missnöjet med George W. Bushs och Dick Cheneys politik honom att offentligt stödja John Kerry i presidentvalet i USA 2004.
Andersen avled i november 2004 och gravsattes på Hillside Cemetery i Minneapolis.